# Чудеса Ісуса Христа
Чудеса, вчинені Ісусом Христом, — ряд описаних в Євангелії чудесних діянь, вчинених Ісусом Христом. Чудеса, на думку Івана Золотоустого, відбувалися з метою зміцнення людей у вірі, а також їх виправлення: «Спаситель знав їх (юдеїв) осліплення та тому творив чудеса не для їх переконання, а для того щоб інших виправити».

## Богословські тлумачення
Святитель Брянчанінов Ігнатій дав таку характеристику чудес, здійснених Ісусом:
Брянчанінов Ігнатій. Про чудеса та знамення:
Чудеса Христові були відчутні; вони були зрозумілі для самих найпростіших людей; нічого в них не було загадкового, кожний міг зручно розглянути їх; для сумнівів та здивування, чудо чи це, або тільки уявлення чуда, не було місця. Чудеса Боголюдини мали безліч свідків, з яких більша частина були або ворожі Йому… Найлютіші вороги Господа не відкидали їх, намагалися тільки знищити їх блюзнірським пере-тлумаченням та всіма засобами, які навіювались їм лукавством та злобою. У чудеса Господа не було ніякої суєтності, ніякого ефекту; жодного дива не зроблено напоказ людям; всі чудеса прикривалися покровом Божественного смирення. Вони становлять собою ланцюг благодіянь стражденному людству.

Протоієрей Олександр Шмеман у свій роботі «Про диво» відзначає, що Ісус творив чудеса не для пробудження в людях віри, а навпаки, вони відбувалися саме по людській вірі. Як приклад цього він наводить випадок, коли Ісус
|  | прийшовши до Своєї батьківщини… не зробив там багатьох чудес через їхню невіру (Мт. 13:54–58). |

## Перелік чудес
Перелік чудес, здійснених Ісусом Христом, розрізняється у євангелістів (тільки чудо з насиченням п'яти тисяч людей згадується у всіх чотирьох Євангеліях), тому їх опис треба розглядати комплексно. В синоптичних Євангеліях традиційно виділяють 11 чудес, здійснених Ісусом, які описані у всіх трьох євангелістів. Євангеліє від Івана містить опис тільки семи чудес (три з них мають паралелі у синоптиків). При цьому Іоанн застерігає: «Багато є й іншого, що Ісус учинив. Але думаю, що коли б написати про все те зокрема про кожне, то й сам світ не вмістив би написаних книг!» (Ів. 21:25).
| Найменування чуда                                                   | Ілюстрація | Опис в Євангеліях                                 | Короткий зміст |
| ------------------------------------------------------------------- | ---------- | ------------------------------------------------- | --- |
| Весілля в Кані Галілейській (Перше чудо Ісуса Христа)               |            | Ів. 2:1–12                                        | Під час шлюбного бенкету на прохання своєї матері Ісус перетворив воду на вино. Православна і католицька традиція бачать в цьому вираз особливої сили молитов Богородиці за людей. |
| Зцілення сина царедворця                                            |            | Ів. 4:43–54                                       | Коли Ісус Христос по дорозі в Капернаум зайшов в Кану, про це дізнався один із жителів Капернаума (царедворець Ірода). Він поспішив в Кану просити Ісуса прийти в Капернаум та зцілити його вмираючого сина. Христос сказав йому: «Ви не повірите, якщо не побачите знамень та чудес». Цим Христос віру, засновану на спогляданні чудес, поставив нижче віри, заснованої на розумінні його вчення. На цей закид царедворець наполегливо став просити: «Господи! Прийди, поки не помер син мій». Побачивши зміцнення його віри, Христос сказав: «Іди, син твій живе». Царедворець повірив Ісусові і, йдучи додому, дізнався від своїх слуг, що син його одужав в той момент, коли Христос вимовив ці слова. Після цього, як каже євангеліст, «увірував сам та ввесь його дім». |
| Зцілення розслабленого біля овечої купальні                         |            | Ів. 5:1–16                                        | Із Галилеї Ісус Христос знову прийшов у Єрусалим на юдейське свято. Біля храму, поблизу Овечих воріт, через які проганяли овець для жертвоприношень, стояла купальня з п'ятьма критими входами, або галереями. Купальня називалась Вифездою, тобто домом милосердя. Хворі чекали руху води, через те, що ангел Господній іноді сходив у купальню і збурював воду. І хто перший входив після її збурення, той ставав здоровий (зцілювався), на яку б хворобу не хворів. Ісус Христос там побачив одного розслабленого. Ісус Христос запитав його: «Чи хочеш бути здоровим?» Розслаблений відповів: «Так, Господи! Але не знаю нікого, щоб, коли збуриться вода, опустив мене в купальню; коли ж я приходжу, інший вже наперед мене входить». Ісус Христос сказав йому: «Встань, візьми постіль твою і ходи». Недужий зразу зцілився, взяв постіль і пішов. Це було в суботу. Тому юдеї казали зціленому: «Сьогодні субота, і не слід було тобі брати постіль твою». Невдовзі після цього Господь зустрів зціленого у храмі і сказав йому: «Ось ти одужав; не гріши більше, щоб з тобою не сталося чого гіршого». Тоді цей чоловік пішов і сказав юдеям, що його зцілив Ісус. Старійшини почали переслідувати Ісуса, і шукали нагоди вбити Його через те, що Він робить такі справи в суботу. Вони навчали, що в суботу гріховно робити будь-що, навіть і добрі справи. Ісус відповів їм: Отець Мій працює аж досі, працюю і Я… Істинно, істинно кажу вам: Син нічого не може творити Сам від Себе, якщо не побачить, як творить Отець; бо що Він творить (Бог Отець), те так само творить і Син (Божий)… Як Отець воскрешає мертвих і оживляє, так і Син оживляє, кого хоче… Хто не шанує Сина, той не шанує і Отця, Який послав Його… Дослідіть Писання, бо ви сподіваєтеся через них мати життя вічне; а вони свідчать про Мене. Після того юдеї ще більше зненавиділи Його й шукали нагоди вбити Його через те, що Він не лише порушив правило про суботу, але й Отцем Своїм називає Бога, роблячи Себе рівним Богу. |
| Зцілення сухорукого                                                 |            | Мт. 12:9–14; Мр. 3:1–6; Лк. 6:6–11                | Чудо створено Ісусом в суботу при фарисеях, які дорікнули йому в порушенні закону Мойсея, на що Христос їм відповів: «… хто з вас, маючи одну вівцю, якщо вона в суботу впаде в яму, не візьме її і не витягне ? Наскільки ж людина краще вівці! Так можна в суботи робити добро». |
| Зцілення розслабленого‎                                              |            | Мт. 9:1–8; Мр. 2:1–12; Лк. 5:17–26                | У місті Капернаум Ісус Христос учив чудо в одному будинку та через безліч тих людей, хто слухав Його, до Нього не могли принести розслабленого. Тоді його друзі розкрили покрівлю та спустили ліжко хворого вниз. Ісус сказав розслабленому: «Чадо! прощаються тобі гріхи твої». Слухаючи це, фарисеї вважали ці слова богохульством, але знаючи їхні думки, Христос сказав: «… що легше сказати: Прощаються тобі гріхи твої, чи сказати: Встань та ходи? Але щоб ви знали, що Син Людський має владу на землі прощати гріхи, кажу тобі (звернувся Він до розслабленого) : Уставай, візьми ложе своє та йди в дім твій». |
| Воскресіння юнака з Наїну                                           |            | Лк. 7:11–17                                       | Чудо згадується тільки в одного євангеліста. У міських воріт Наїна, Христос побачив похоронну хода: з міста виносили для поховання померлого юнака, єдиного сина матері-вдови. Бачачи горе жінки Ісус змилосердився над нею та сказав: «Не плач» та звернувся до померлого: «Юнак! Тобі кажу, встань!». Юнак «устав, і почав говорити ». Всіх охопив страх, люди «славили Бога, кажучи: великий Пророк з'явився між нами», проте не визнали Христа Месією. |
| Зцілення біснуватих в країні Гадаринської (Див. Легіон мені ймення) |            | Мт. 8:28–34;Мр. 5:1–20; Лк. 8:26–37               | Чудо скоєно в країні, що лежала на східному березі Галілейського озера, званої Гадаринською (у Марка та Луки) або Гергесінською (у Матвія). На березі Ісуса та його учнів зустрів біснуватий (у Матвія згадується двоє біснуватих). Він «побачивши ж Ісуса здалеку, прибіг та поклонився Йому, і закричав гучним голосом, кажучи: Що до мене Тобі, Ісусе, Сину Бога Всевишнього? Заклинаю Тебе Богом, не муч мене!». А після на питання Ісуса яке його ім'я, відповідав: «Легіон», вказавши цим на прожиття в ньому великої кількості нечистих духів. Біси просили Ісуса «не висилати їх геть із країни тієї », а пустити їх в стадо свиней які паслися поруч. Ісус дозволив їм і «все стадо свиней кинулося з кручі в море та загинуло у воді». За твердженням Марка, загинуло близько двох тисяч свиней. Христос не дозволив вздоровленому послідувати за ним «а сказав: іди додому до своїх та розкажи їм, що створив з тобою Господь і як помилував тебе». При цьому жителі міста були налякані цим дивом — «І вони стали благати Його, щоб пішов Собі з їхнього краю.». |
| Зцілення біснуватого в Капернаумі                                   |            | Мр. 1:21–28; Лк. 4:31–37                          | Коли Христос учив в капернаумській синагозі, там знаходився чоловік, одержима нечистим духом, який несподівано закричав: «Що Тобі до нас, Ісусе Назарянине? Ти прийшов погубити нас. Я знаю Тебе, хто Ти, Божий Святий». Це стало мимовільним сповіданням істини від нечистого духа, викликане присутністю Сина Божого. Цим визнанням Ісуса Христа як Бога диявол сподівався підірвати довіру до нього в людях, і тому Ісус заборонив бісу свідчити далі, сказавши: «Замовкни та вийди з нього!». Біснуватий впав серед синагоги та став зовсім здоровим, демон вийшов з нього. Обидва євангелісти відзначають сильне враження, яке справило на всіх це зцілення біснуватого — «І напав на всіх жах, і розпитували один одного: що це значить, що Він з владою й силою велить нечистим духам, і вони виходять?» |
| Зцілення Петрової тещі та безлічі людей                             |            | Мт. 8:14–15 Мр. 1:30–31; Лк. 4:38–39.             | Це чудо Марко та Лука описують у безпосередньому зв'язку з попереднім. Вийшовши з синагоги, Ісус увійшов у дім Симона (Петра). Теща Петрова виявилася тяжко хвора (Лука, як лікар, пояснює що це була «сильна гарячка». За словом Ісуса, лихоманка залишила її і «вона встала та служила їм». Зцілення в синагозі біснуватого, а потім тещі Симона справили сильне враження на народ і до дверей будинку Симона, по заході сонця, почали приносити хворих та біснуватих, так що «все місто зібралося перед дверима». Христос зцілював людей та виганяв духів. При описі даного чуда Матфей пояснює, що в цьому масовому зцілення хворих збулося пророцтво Ісаї, який сказав: «Він взяв на Себе наші немочі та поніс хвороби». |
| Чудесний улов риби                                                  |            | Лк. 5:1–11                                        | Описується тільки Лукою. Чудо створено перед покликанням Ісусом перших апостолів — Симона (Петра) та Андрія. Христос «навчав народ із човна» біля озера Генісаретського та закінчивши проповідь «промовив до Симона: Попливи на глибінь, і закиньте на полов свій невід». Симон, як досвідчений рибалка, сказав — «Наставнику, цілу ніч ми працювали, і не вловили нічого, та за словом Твоїм укину невода». Закинувши сітку вони спіймали «безліч риби набрали і їхній невід почав прориватись…». Уловом були заповнені два човни, які почали тонути. Побачивши це «Симон Петро припав до колін Ісусових, кажучи: Господи, вийди від мене, бо я грішна людина!». Бачачи жах Петра Ісус відповів йому: «Не лякайсь, від цього часу ти будеш ловити людей!». Далі як оповідає євангеліст, перші апостоли «покинули все, та й пішли вслід за Ним». |
| Зцілення прокаженого                                                |            | Мт. 8:2–4; Мр. 1:40–45; Лк. 5:12–15               | Прокажений, сповнений віри, «уклонився Йому та й сказав: Коли, Господи, хочеш, Ти можеш очистити мене!». Віра його була така сильна, що він порушив закон, що забороняє йому підходити до здорових людей. У відповідь на це смиренне прохання, Ісус торкнувся його, показавши, що він не пов'язаний забороною торкатися до нечистого, і сказав: «Хочу, будь чистий!». І в ту ж мить проказа зійшла з нього. «Але йди, покажися священикові, та дар принеси, якого Мойсей заповів, їм на свідоцтво». |
| Утихомирення бурі                                                   |            | Мт. 8:23–27;Мр. 4:35–41; Лк. 8:22–25              | Коли Ісус з учнями переправлявся на човні через Галілейське озеро, піднялася сильна буря, яка загрожувала перекинути човен. Перелякані учні розбудили Ісуса та «Він же встав, наказав бурі й хвилям, і вони вщухнули, і тиша настала!», а потім, звернувшись до учнів, сказав: «Чого ви такі полохливі? Чому віри не маєте?». Учні ж в страху та подиві говорили один одному: «Хто ж це такий, що вітрам і воді Він наказує, а вони Його слухають?» |
| Зцілення кровоточивої жінки                                         |            | Мт. 9:20–22; Мр. 5:25–29; Лк. 8:43–48             | Чудо скоєно Ісусом по дорозі до дому Іаіра. Жінка дванадцять років страждала кровотечею, і вірила, що їй достатньо торкнутися одягу Христа, щоб одужати. Вона підійшла до Нього та доторкнулася до краю Його одягу. «І висохло хвилі тієї джерело кровотечі її, і вона відчула в тілі, що видужала від недуги». Ісус відчув, що в цей момент «вийшла з Нього сила», тому запитав, хто торкнувся його. Жінка «затремтіла і впала перед Ним. Перед усіма присутніми вона сказала, чому торкнулася Його і як миттю одужала». Ісус же звернувся до неї зі словами: «Дочко, це віра твоя зцілила тебе. Іди з миром». |
| Воскресіння дочки Іаіра                                             |            | Мт. 9:18–26; Мр. 5:21–43; Лк. 8:41–56             | У начальника синагоги Яіра була при смерті єдина дочка. Він прийшов до Ісуса Христа та просив його, кажучи: «Моя дочка кінчається. Прийди ж, поклади Свої руки на неї, щоб видужала та жила!». Бачачи його віру, Ісус пішов з ним, але на шляху зустрів слугу, який повідомив Яіру «дочка твоя вмерла, не турбуй вчителя», але Ісус сказав: «Не лякайсь, тільки віруй, і буде спасена вона.». Підійшовши до будинку та побачив плач людей, Ісус сказав їм: «Не плачте, не вмерла вона, але спить! І насміхалися з Нього, бо знали, що вмерла вона.» Взявши з собою тільки батьків дівчини й трьох апостолів — Петра, Якова та Івана, Ісус увійшов до кімнати, де лежала померла дівчина та взявши її за руку сказав: «таліфа куми», що значить, «Дівчатко, вставай!». І в ту мить встала та почала ходити. Ісус звелів дати їй їсти та заборонив її батькам розголошувати про подію, але слух про це рознісся по всій країні. |
| Насичення народу п'ятьма хлібами                                    |            | Мт. 14:14–21;Мр. 6:32–44; Лк. 9:10–17; Ів. 6:1–15 | Це єдине чудо про яке згадується всіма євангелістами. Ісус проповідував у пустельному місці, учні попросили Його відпустити людей, щоб ті могли піти та купити собі їжі. Христос відповів учням: «не потрібно їм іти; дайте ви їм їсти». У відповідь на сумнів учнів як можна нагодувати п'ять тисяч людей п'ятьма хлібами та двома рибами, Ісус Христос узяв їжу в руки і, подивившись на небо, поблагословив її, розламав та дав учням, а учні роздавали народові. За твердженням євангеліста: «їли, й наситились! І залишилися у них шматків дванадцять кошів». |
| Насичення народу сімома хлібами                                     |            | Мт. 15:32–38                                      | Вчинено в обставинах аналогічних попередньому чуду, тільки «позбирали куснів, що залишалися, сім кошиків. І було тих, що їли, чотири тисячі чоловік, не рахуючи жінок та дітей». |
| Ходіння Ісуса Христа по водах                                       |            | Мт. 14:22–36; Мр. 6:45–56; Ів. 6:16–21            | Коли учні Христа переправлялися на човні на інший бік Галілейського озера до Віфсаїди Галілейської, вони побачили Ісуса що йде по воді, й подумали, що це привид, і від страху закричали. Ісус Христос заговорив з ними: «Будьте смілі, це Я, не лякайтесь!». Тоді Петро вигукнув: «Коли, Господи, Ти це, то звели, щоб прийшов я до Тебе по воді.». Христос сказав: «Іди». Петро вийшов з човна та пішов по воді, але злякавшись хвиль засумнівався, став тонути та закричав: «Рятуй мене, Господи!». Христос простягнув йому руку та сказав: «Маловірний, чого усумнився?». Коли Ісус увійшов у човен, вітер стих та учні підійшли, вклонилися Йому та сказали: «Ти справді Син Божий!». |
| Зцілення дочки хананеянки                                           |            | Мт. 15:21–28; Мр. 7:24–30                         | Чудо зцілення скоєно заочно. Спочатку на прохання хананеянки Ісус відповів: «Я посланий тільки до овечок загинулих дому Ізраїлевого…» і додав — «Не годиться взяти хліб у дітей, і кинути щенятам…». Жінка смиренно відповіла на це: «Так, Господи! Але ж і щенята їдять ті кришки, що спадають зо столу їхніх панів». Цими словами хананеянку показала не тільки велике смирення своє, але й усвідомлення, що в язичництві людина не може бути так близька до Бога, як в істинній вірі, але жінка висловила цим свою глибоку віру, що у милосердного Бога вистачить милості на кожну людину. Після цих слів Ісус Христос сказав їй: «За слово оце йди собі, демон вийшов із твоєї дочки! А коли вона в дім свій вернулась, то знайшла, що дочка на постелі лежала, а демон вийшов із неї». |
| Вигнання бісів з хлопчика                                           |            | Мт. 17:14–23; Мр. 9:14–32; Лк. 9:37–45            | Зцілення скоєно одразу після Преображення. Ісус, спустившись із гори, був оточений людьми та якась людина звернувся до Нього: «Учителю, благаю Тебе, зглянься над сином моїм, бо одинак він у мене! А ото дух хапає його, і він нагло кричить, і трясе ним, аж той піну пускає. І, вимучивши він його, насилу відходить. І учнів Твоїх я благав його вигнати, та вони не змогли.». Почувши це, Ісус вигукнув: "О, роде невірний й розбещений, доки буду Я з вами, і терпітиму вас?" і повелів привести до нього отрока. Цим він висловив докір у маловір'ї своїм учням (за деякими тлумаченням — всьому юдейським народу). Коли отрок ще тільки йшов до Ісуса «демон кинув його та затряс. Та Ісус заказав тому духу нечистому, і вздоровив дитину, і віддав її батькові її». |
| Зцілення єрихонського сліпця                                        |            | Мт. 20:30–34; Мр. 10:46–52; Лк. 18:35–43          | Виходячи з Єрихону, по дорозі в Єрусалим, Ісусу зустрівся сліпець Вартимей (в оповіданні євангеліста Матвія двоє сліпців), який почав кричати «Ісусе, Сину Давидів, змилуйся надо мною!». У відповідь на це Ісус запитав: «Що ти хочеш, щоб зробив Я тобі?». Сліпий попросив про прозріння та був зцілений Ісусом. |
| Диво зі статиром                                                    |            | Мт. 17:24-27                                      | Звернулися до апостола Петра збирачі податків на храм та поставили запитання «Чи не заплатить ваш учитель дидрахми?», сподіваючись, що Ісус відповість відмовою і це стане звинуваченням проти Нього. Петро одразу сказав, що вони заплатять податок. Прийшовши до Ісуса, він розповів Йому про прохання збирача податків та почув від Христа питання: «Як ти думаєш, Симоне: царі земні з кого беруть мито або податки: від синів своїх, чи чужих? А як той відказав: від чужих, то промовив до нього Ісус: тож вільні сини!». Але щоб не спокусити нікого своєю поведінкою, Ісус наказав Петру піти до моря та промовив: яку першу рибу ізловиш, візьми, і рота відкрий їй, і знайдеш статира; візьми ти його, і віддай їм за Мене й за себе…» |
| Зцілення сліпонародженого                                           |            | Ів. 9:1–38                                        | Ісус з нагоди одного свята був в Єрусалимському храмі та після своєї проповіді, вийшов з нього і, проходячи по вулиці, зустрів сліпого від народження. Учні запитали в нього: «Учителю, хто згрішив: чи він сам, чи батьки його, що сліпим він родився?». Ісус відповів: « Не згрішив ані він, ні батьки його, а щоб діла Божі з'явились на ньому». Після цих слів він плюнув на землю, зробив грязиво (бруд) та помазав нею очі сліпому, сказавши йому: «Піди, умийся в ставку Сілоам». Сліпонароджений пішов до Силоамській купальні, вмився і став бачити. |
| Зцілення десяти прокажених                                          |            | Лк. 17:11–19                                      | При вході в селище Христа зустріли десять прокажених (Дев'ять юдеїв та один самарянин). Не сміючи підійти до Ісуса, вони здалеку кричали «Ісусе, Наставнику, змилуйсь над нами!». Христос сказав їм: «Підіть і покажіться священикам!» і поки йшли, вони вилікувалися від прокази. Побачивши своє зцілення, тільки один самарянин повернувся і подякував Христові, юдеї ж залишилися невдячними. Повчальне значення даного чуда, за вченням церкви, полягає в тому, що віруючі повинні бути вдячними Богу за всі Його милості. |
| Зцілення глухонімого з Десятимістя                                  |            | Мр. 7:31–37                                       | Вийшовши з меж Тиру й Сидону, Ісус знову пішов до моря Галілейського через межі Десятимістя. Привели до Нього глухого недорікуватого та просили Його покласти на нього руку. Ісус, відвівши його в сторону від народу, вклав пальці Свої йому в вуха, і, сплюнувши, торкнувся його язика, і, поглянувши на небо, зітхнув та сказав йому: «еффата», тобто: відкрийся. «І відкрилися вуха йому, і путо його язика розв'язалось негайно, і він став говорити виразно! А Він їм звелів, щоб нікому цього не розповідали. Та що більше наказував їм, то ще більш розголошували. І дуже всі дивувалися та говорили: він добре все робить: глухим дає чути, а німим говорити!» |
| Воскресіння Лазаря                                                  |            | Ів. 11:1–57; Ів. 12:9–11.                         | Ісус воскресив Лазаря «у Віфанії, із села Марії й сестри її Марти». Лазар - це брат Марти. Після того як Марта благала воскресити її брата кажучи: «Коли б, Господи, був Ти отут, то не вмер би мій брат...». Після цього дехто із юдеїв казав «Чи не міг же зробити Отой, Хто очі сліпому відкрив, щоб і цей не помер?» Христос звелів відвалити камінь від гробниці. І коли зняли каменя промовив Він: «Отче, дяку приношу Тобі, що Мене Ти почув.Та Я знаю, що Ти завжди почуєш Мене, але ради народу, що довкола стоїть, Я сказав, щоб увірували, що послав Ти Мене. І, промовивши це, Він скричав гучним голосом: Лазарю, вийди сюди! І вийшов померлий, по руках і ногах обв'язаний пасами, а обличчя у нього було перев'язане хусткою... Ісус каже до них: Розв'яжіть його та й пустіть, щоб ходив...» Пригадується Православною церквою в суботу на шостому тижні Великого Посту (напередодні Вербної Неділі). |